# جو كرايغ
جو كرايغ (بالإنجليزية: Joe Craig)‏ هو كاتب بريطاني، ولد في 30 يونيو 1981 في لندن في المملكة المتحدة.